# Max Joseph Roemer
Max Joseph Roemer, född 1791, död 1849, var en tysk botaniker som var specialiserad på Heteromeles, Eldtornssläktet och Erythrocarpus.
Auktorsnamnet M.Roem. kan användas för Max Joseph Roemer i samband med ett vetenskapligt namn inom botaniken; se Wikipediaartiklar som länkar till auktorsnamnet.